# Anne Consigny
Pour les articles homonymes, voir Consigny (homonymie).
Anne Consigny est une actrice française, née le 26 mai 1963 à Alençon.

## Biographie

### Famille et jeunesse
Anne Consigny naît le 26 mai 1963 à Alençon,. Son père, Pierre Consigny, fut entre autres directeur de cabinet du Premier ministre Maurice Couve de Murville et président de la Croix-Rouge française. Sœur du publicitaire Thierry Consigny et de l'artiste et décoratrice Pascale Consigny, elle est le quatrième enfant d'une famille de cinq. Elle est la tante de l'avocat et chroniqueur Charles Consigny.

### Débuts (années 1980)
Anne Consigny commence au théâtre à 9 ans dans une pièce de Jean-Louis Barrault aux côtés de Geneviève Page. Adulte, elle se produit sur scène sous la direction de Peter Brook et entre à la Comédie-Française où elle est pensionnaire entre 1981 et 1984.
Elle tourne ensuite pour la télévision, notamment dans la série La Chambre des dames, et obtient, en 1984, son premier rôle au cinéma dans une adaptation portugaise du Soulier de satin de Paul Claudel, réalisée par Manoel de Oliveira.
Cependant, elle est absente du grand écran durant une vingtaine d'années, à la suite de la naissance de son premier fils. Elle joue néanmoins au théâtre. En 1994 est diffusée à la télévision la pièce La Place royale, captée par son compagnon de l’époque Benoît Jacquot.

### Retour médiatique (années 2000)

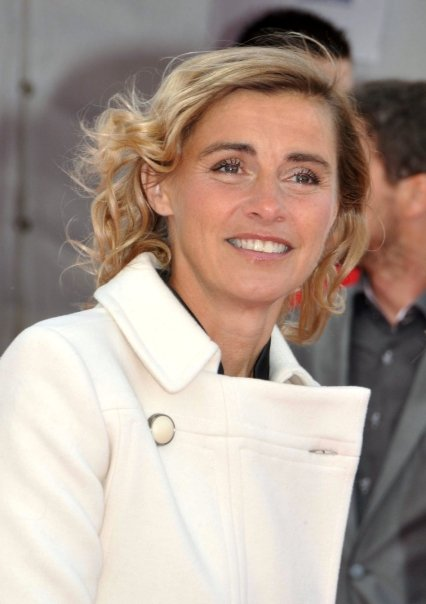
La comédienne au Festival international du film de Deauville 2009, deux mois avant la sortie de Rapt, de Lucas Belvaux.

2002 et 2003 marquent son retour : elle reçoit deux nominations au Molière de la comédienne dans un second rôle, d'abord pour Elvire, puis pour La Preuve. À la télévision, elle apparaît dans un épisode de la série à succès Une famille formidable. Enfin, elle revient au cinéma sous la direction d'Isabelle Nanty dans la comédie Le Bison (et sa voisine Dorine), où elle joue le rôle d'une avocate. Elle enchaîne ensuite les seconds rôles : dans Léo, en jouant « Dans la compagnie des hommes » (2003) d'Arnaud Desplechin, puis pour le drame L'Équipier de Philippe Lioret, et enfin dans le polar à succès 36 quai des Orfèvres (2005) d'Olivier Marchal.
En 2005 lui est confié pour la première fois un premier rôle par le réalisateur Stéphane Brizé pour son drame Je ne suis pas là pour être aimé ; son interprétation d'une jeune femme fragile, aux côtés de Patrick Chesnais, lui vaut une nomination aux Césars 2006 dans la catégorie « meilleure actrice ». La même année, elle accepte le rôle-titre d'une nouvelle série télévisée de France 2, L'État de Grace, où elle incarne la première femme président de la République. La série, mise en scène par Pascal Chaumeil, ne dépasse cependant pas une seule saison de six épisodes.
Durant le reste des années 2000, elle reste cantonnée aux seconds rôles, mais alterne les registres : elle s'essaie ainsi à la comédie, aux côtés de Benoît Poelvoorde avec Du jour au lendemain (2006). Elle revient au drame pour le film d'Arnaud Desplechin, Un conte de Noël (2008), où elle incarne le personnage d'Elizabeth, l'égoïste sœur gâtée par sa mère qui bannit son frère de la famille. Sa prestation lui vaut une nomination pour le César de la meilleure actrice dans un second rôle.
En 2009, elle tient le premier rôle de la comédie Bambou réalisée par Didier Bourdon, mais aussi l'un des rôles principaux du film d’Alain Resnais, Les Herbes folles, aux côtés d'André Dussollier et Sabine Azéma. Elle s'illustre aussi dans le drame, en figurant au casting du thriller Rapt, de Lucas Belvaux ; elle décroche ainsi sa deuxième nomination pour le César de la meilleure actrice dans un second rôle.

### Années 2010

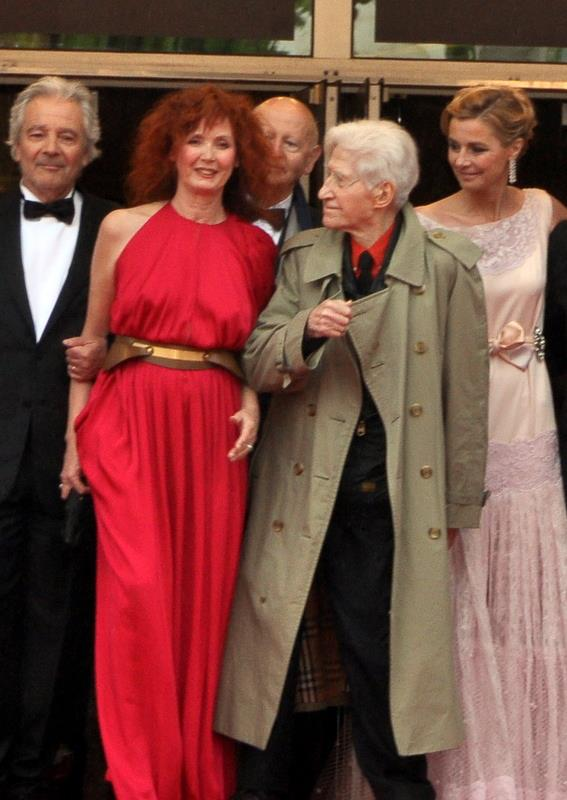
Anne Consigny (à droite) lors de la présentation de Vous n'avez encore rien vu au festival de Cannes 2012 aux côtés de Pierre Arditi, Sabine Azéma et Alain Resnais. Derrière, à demi caché, Gilles Jacob, président du festival.

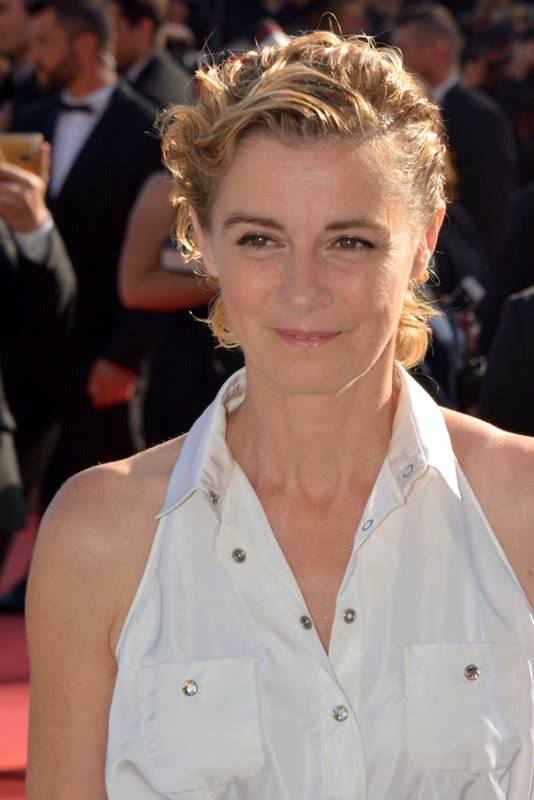
L'actrice au festival de Cannes 2016, pour la présentation du thriller Elle, de Paul Verhoeven.

Au cinéma, elle continue à incarner des seconds rôles, collaborant de nouveau avec le cinéaste Alain Resnais — Vous n'avez encore rien vu (2011) — mais aussi l'acteur Patrick Chesnais — 12 ans d'âge (2013). En 2014, son ex-compagnon Benoît Jacquot lui confie un petit rôle dans son drame Trois Cœurs, porté par le trio Charlotte Gainsbourg / Catherine Deneuve / Chiara Mastroianni. En 2016, elle apparaît dans le thriller Elle, du cinéaste néerlandais Paul Verhoeven. Sa prestation lui vaut sa troisième nomination pour le César de la meilleure actrice dans un second rôle.
En 2011, elle revient à la télévision en figurant au casting de la série Les Beaux Mecs, avec Victoria Abril, sur France 2. La même année, elle est la tête d'affiche du téléfilm E-Love, écrit et réalisé par Anne Villacèque pour Arte. Elle obtient le prix de la « meilleure interprétation féminine » au festival du film de télévision de Luchon.
Elle tourne alors la première saison de la première série fantastique de Canal +, Les Revenants, diffusée en 2012. La fiction connaît un large succès critique et commercial, notamment à l'international.
Cependant, la seconde saison n'est diffusée qu'en 2015. Entre-temps, l'actrice est revenue au théâtre : en 2013, elle joue Elisabeth ou l'équité au théâtre du Rond-Point et en 2014, elle est à l’affiche de Savannah Bay au théâtre de l'Atelier.
En 2012-2013, elle est membre du jury du prix Château La Tour Carnet, lancé par Bernard Magrez et destiné aux étudiants de l'École normale supérieure de Lyon.
En 2016, elle seconde Michèle Laroque et Laurent Stocker dans le téléfilm Diabolique, réalisé par Gabriel Aghion. Puis elle apparait dans un épisode de la série policière à succès Les Petits Meurtres d'Agatha Christie.
En 2018, elle joue dans la pièce Le Fils, de Florian Zeller, à la Comédie des Champs-Élysées. La fin de l'année est marquée par la diffusion de la série médicale de Canal +, Hippocrate : elle y incarne une chef de service froide mais professionnelle, accessoirement mère de l'un des jeunes internes, incarné par Zacharie Chasseriaud ; la série est co-écrite et réalisé par Thomas Lilti.
En 2019, elle fait partie de la distribution de la mini-série policière Un avion sans elle, avec Bruno Solo.

### Vie privée
Anne Consigny a deux fils du réalisateur Benoît Jacquot (dont elle est depuis séparée) : Vladimir, né en 1988, comédien, et Louis, né en 1994.
Elle épouse en premières noces le 25 mai 2013, à la villa Médicis, l'historien d'art Éric de Chassey.

## Filmographie

### Actrice

#### Cinéma
- 1981 : Yume, yume no ato (title original 夢、夢のあと) de Kenzo Takada : Yuki
- 1985 : Le Soulier de satin de Manoel de Oliveira : Marie des Sept-Épées
- 1988 : Alice de Gabriel Benattar (inédit)
- 2002 : Le Bison (et sa voisine Dorine) d'Isabelle Nanty : l'avocate
- 2003 : Léo, en jouant « Dans la compagnie des hommes » d'Arnaud Desplechin : Thérèse Jurrieu
- 2003 : L'Équipier : de Philippe Lioret : Camille
- 2005 : 36 quai des Orfèvres : d'Olivier Marchal : Hélène Klein
- 2005 : Je ne suis pas là pour être aimé de Stéphane Brizé : Françoise « Fanfan » Rubion
- 2005 :  Du jour au lendemain de Philippe Le Guay : Caroline
- 2005 : On va s'aimer d'Ivan Calbérac : Mathilde
- 2007 : Anna M. de Michel Spinosa : Marie Zanevsky
- 2007 : Le Scaphandre et le Papillon de Julian Schnabel : Claude
- 2008 : Coupable de Lætitia Masson : Blanche Kaplan
- 2008 : Les Vœux (Histoire de Colbrune et Bjorn) (court métrage) de Lucie Borleteau
- 2008 : Le Grand Alibi de Pascal Bonitzer : Claire Collier
- 2008 : Un conte de Noël d'Arnaud Desplechin : Élizabeth
- 2008 : Largo Winch de Jérôme Salle : Hannah, la mère de cœur de Largo
- 2008 : L'Ennemi public no 1 de Jean-François Richet : l'avocate
- 2009 : La Première Étoile de Lucien Jean-Baptiste : Suzy Élisabeth
- 2009 : John Rabe, le juste de Nankin de Florian Gallenberger : Valérie Dupres
- 2009 : Les Herbes folles d'Alain Resnais : Suzanne
- 2009 : Comme les autres de Vincent Garenq :
- 2009 : Un ange à la mer de Frédéric Dumont : la mère
- 2009 : Bambou de Didier Bourdon : Anna
- 2009 : Le Dernier pour la route de Philippe Godeau : Agnès
- 2009 : Rapt de Lucas Belvaux : Françoise Graff
- 2011 : De force de Frank Henry : Danielle Canetti
- 2012 : Vous n'avez encore rien vu d'Alain Resnais : Eurydice 2
- 2012 : Ce que le jour doit à la nuit d'Alexandre Arcady : Madeleine
- 2012 : Swim Little Fish Swim de Ruben Amar et Lola Bessis : Françoise
- 2013 : Sous le figuier d'Anne-Marie Étienne : Nathalie
- 2013 : 12 ans d'âge de Frédéric Proust : Dany
- 2014 : 96 heures de Frédéric Schœndœrffer : Françoise
- 2014 : Trois Cœurs de Benoît Jacquot : la cardiologue
- 2016 : Elle de Paul Verhoeven : Anna
- 2016 : 7 minuti de Michele Placido : Mme Rochette
- 2016 : History's Future (en) de Fiona Tan : Caroline
- 2017 : La Deuxième Étoile de Lucien Jean-Baptiste : Suzy Élisabeth
- 2018 : Abdel et la Comtesse d'Isabelle Doval : Fanny
- 2018 : At Eternity's Gate de Julian Schnabel : une enseignante
- 2019 : Madre de Rodrigo Sorogoyen : Léa
- 2022 : Permis de construire d'Éric Fraticelli : Cécile
- 2023 : La Petite de Guillaume Nicloux : la patiente d'Aude
- 2024 : Un homme en fuite de Baptiste Debraux : Elizabeth Ligre

#### Télévision
- 1981 : Ursule Mirouët de Maurice Cravenne : Ursule Mirouët
- 1982 : La Cerisaie de Peter Brook : Ania
- 1983 : La Chambre des dames de Yannick Andréi : Agnès
- 1983 : Bel-Ami de Pierre Cardinal : Suzanne Walter
- 1984 : Allô Béatrice de Jacques Besnard : Agnès
- 1986 : L'Ami Maupassant de Claude Santelli, épisode L'Enfant : Berthe
- 1988 : La Belle Anglaise de Jacques Besnard, épisode Une vie de chien : Michelle
- 1994 : La Place royale, captation de Benoît Jacquot : Angélique
- 1996 : Un siècle d'écrivains : Jérôme David Salinger de Benoît Jacquot (documentaire)
- 2002 : Une famille formidable de Joël Santoni, épisode Le Goût de la vie : Éléonore
- 2006 : L'État de Grace de Pascal Chaumeil : Grace Bellanger
- 2007 : Béthune sur le Nil de Jérôme Foulon : Lucette Vaillant
- 2011 : Les Beaux Mecs (série télévisée) de Gilles Bannier : Claire
- 2011 : E-Love d'Anne Villacèque : Paule Zachmann
- 2012-2015 : Les Revenants (série télévisée)
- 2016 : Diabolique de Gabriel Aghion : Isabelle de Lassay
- 2016 : Les Petits Meurtres d'Agatha Christie : saison 2, épisode 17 Le Miroir se brisa  : Blanche Dulac
- depuis 2018 : Hippocrate (série télévisée) : Muriel Wagner
- 2019 : Un avion sans elle de Jean-Marc Rudnicki : Mathilde Carville (épisodes 1, 2 et 3)
- 2021 : Gloria de Julien Colonna
- 2024 : La Maison : Marie Ledu
- 2025 : Factice de Julie Rohart : Édith

#### Doublage
- 2013 : Jimmy P. (Psychothérapie d'un Indien des Plaines) d'Arnaud Desplechin : Madeleine (Gina McKee)
- 2013 : Perfect Mothers d'Anne Fontaine : Lil (Naomi Watts)

### Réalisatrice
- 2019 : Je prends ta peine (documentaire) - également productrice et directrice de la photographie

## Théâtre
- 1972 : Le Soulier de satin de Paul Claudel, mise en scène Jean-Louis Barrault
- 1981 : Dorval et moi d'après Diderot, mise en scène Jean Dautremay, Petit Odéon
- 1981 : La Cerisaie d'Anton Tchekhov, mise en scène Peter Brook, théâtre des Bouffes-du-Nord
- 1982 : Les Corbeaux d'Henry Becque, mise en scène Jean-Pierre Vincent, Comédie-Française[8]
- 1982 : L'Avare de Molière, mise en scène Jean-Paul Roussillon, Comédie-Française
- 1983 : La Cerisaie d'Anton Tchekhov, mise en scène Peter Brook, théâtre des Bouffes-du-Nord
- 1983 : Le Médecin volant de Molière, mise en scène Philippe Adrien, Comédie-Française
- 1983 : Les Estivants, de Gorki, mise en scène Jacques Lassalle, Comédie-Française
- 1983 : Félicité de Jean Audureau, mise en scène Jean-Pierre Vincent, Comédie-Française
- 1984 : Est-il bon ? Est-il méchant ? de Denis Diderot, mise en scène Jean Dautremay, Comédie-Française
- 1985 : L'Arbre des tropiques d'Yukio Mishima, mise en scène Jean-Pierre Granval, théâtre du Rond-Point
- 1986 : Hot House d'Harold Pinter, mise en scène Robert Dhéry, théâtre de l'Atelier
- 1987 : Le Prisme du Shaman de Paul Jenkins, mise en scène Simone Benmussa, opéra de Paris (salle Favart)
- 1987 : La Mouette de Tchekhov, mise en scène Pierre Pradinas
- 1990 : Les Incertitudes du désir d'après Crébillon fils, mise en scène Gilles Gleizes
- 1992 : La Place royale de Pierre Corneille, mise en scène Brigitte Jaques, théâtre de la Commune - Angélique
- 1996 : Le Masque de Robespierre de Gilles Aillaud, mise en scène Jean Jourdheuil, théâtre des Amandiers - Françoise Duplay
- 1997 : Sertorius de Corneille, mise en scène Brigitte Jaques, théâtre de la Commune
- 1999 : Délicate Balance d'Edward Albee, mise en scène Bernard Murat, théâtre Antoine
- 1999 : Le Petit-Maître corrigé de Marivaux, mise en scène Frédéric Tokarz, théâtre Antoine, reprise en 2001
- 2000 : Hôtel des deux mondes d'Éric-Emmanuel Schmitt, mise en scène Daniel Roussel, théâtre Marigny
- 2002 : Elvire d'Henri Bernstein, mise en scène Patrice Kerbrat, théâtre Marigny
- 2002 : La Preuve de David Auburn, mise en scène Bernard Murat, théâtre des Mathurins - Claire
- 2005 : Slogans pour 343 actrices de Maria Soudaïeva et Antoine Volodine, mise en scène Bérangère Bonvoisin, théâtre de la Colline
- 2013 : Elisabeth ou l'équité d'Éric Reinhardt, mise en scène Frédéric Fisbach, théâtre du Rond-Point, théâtre Liberté
- 2014 : Savannah Bay de Marguerite Duras, mise en scène Didier Bezace, théâtre de l'Atelier
- 2018 : Le Fils de Florian Zeller, mise en scène Ladislas Chollat au Comédie des Champs-Élysées
- 2022 : Un barrage contre le Pacifique de Marguerite Duras, mise en scène Anne Consigny, Le Petit Louvre (Festival off d'Avignon)

## Livres audio
- Fabrice Midal, Traité de morale pour triompher des emmerdes, Gallimard, « Écoutez Lire », 2019, 4h40  (ISBN 9782072851780)
- Katherine Mansfield, Félicité, des femmes-Antoinette Fouque, « La Bibliothèque des voix », Paris, mars 2021, 11h16.  (EAN 3328140024388 et 3328140024395)[à vérifier : EAN invalide]) - Coup de cœur de la parole enregistrée 2021 décerné par l'Académie Charles-Cros[9]

## Distinctions

### Récompense
- Festival des créations télévisuelles de Luchon 2011 : prix de la meilleure interprétation féminine pour E-Love[5].

### Nominations
- Molières 2002 : Molière de la comédienne dans un second rôle pour Elvire
- Molières 2003 : Molière de la comédienne dans un second rôle pour La Preuve
- César 2006 : meilleure actrice pour Je ne suis pas là pour être aimé
- César 2009 : meilleure actrice dans un second rôle pour Un conte de Noël
- César 2010 : meilleure actrice dans un second rôle pour Rapt
- César 2017 : meilleure actrice dans un second rôle pour Elle

### Décorations
- Chevalier de l'ordre national du Mérite (2022)[10]
- Chevalier de l'ordre des Arts et des Lettres (2009)[11]

### Jury de festival
- Festival de la fiction TV de La Rochelle 2008 : membre du jury
- Festival international du film policier de Beaune 2009 : membre du jury
- Festival du film britannique de Dinard 2010 : membre du jury